# Liste der Kulturgüter in Biel/Bienne (Neustadt)
Die Liste der Kulturgüter in Biel/Bienne (Neustadt) enthält alle Objekte im Stadtzentrum von Biel/Bienne im Kanton Bern, die gemäss der Haager Konvention zum Schutz von Kulturgut bei bewaffneten Konflikten, dem Bundesgesetz vom 20. Juni 2014 über den Schutz der Kulturgüter bei bewaffneten Konflikten sowie der Verordnung vom 29. Oktober 2014 über den Schutz der Kulturgüter bei bewaffneten Konflikten unter Schutz stehen. Aufgeführt werden Objekte in den Stadtteilen Neustadt Nord und Neustadt Süd.
Objekte der Kategorien A und B sind vollständig in der Liste enthalten, Objekte der Kategorie C fehlen zurzeit (Stand: 18. Januar 2024). Unter übrige Baudenkmäler sind geschützte Objekte zu finden, die im Bauinventar des Kantons Bern als «schützenswert» verzeichnet sind.

## Kulturgüter
| Foto |                                                                                                   | Objekt                                                                                        | Kat. | Typ | Standort                                                             | Beschreibung |
| ---- | ------------------------------------------------------------------------------------------------- | --------------------------------------------------------------------------------------------- | ---- | --- | -------------------------------------------------------------------- | --- |
| ja   | Datei hochladen · Wikidata zu Verwaltungsgebäude und Montagehallen der General Motors (Q19362534) | Verwaltungsgebäude und Montagehallen der General Motors KGS-Nr.: 00764                        | A    | G   | Salzhausstrasse 31 585194 / 219930                                   | 1935 erbaut, gelten die zwei lang gezogenen, stützenfreien Montagehallen unter Sheddächern als Pionierleistung des modernen Fabrikbaus in der Schweiz. Nach der Aufgabe der Automobilfertigung und dem Umbau von 1976 werden sie als Coop-Einkaufszentrum und Parkhaus genutzt. Daran angebaut ist ein Bürotrakt mit elegantem Treppenturm und eigenwillig geformtem Sonnendach. |
| ja   | Datei hochladen · Wikidata zu Bahnhof Biel/Bienne (Q694033)                                       | Hauptbahnhof KGS-Nr.: 00766                                                                   | A    | G   | Bahnhofplatz 4 585157 / 220241                                       | Von 1919 bis 1923 nach Plänen von Moser und Schürch erbautes Empfangsgebäude des zum heutigen Standort verlegten Bahnhofs. Das neoklassizistische Bauwerk besitzt ein ausgesprochen breit gelagertes Bauvolumen mit stark strukturierter Kunststein-Verkleidung. Mächtige dorische Säulen akzentuieren den Haupteingang. Freskenzyklus – Lebensstufen, Stundentanz, Jahreszeiten sowie Zeit und Ewigkeit – von Philippe Robert im Wartesaal der 1. Klasse. |
| ja   | Datei hochladen · Wikidata zu Haus Jordi-Kocher (Q19362529)                                       | Haus Jordi-Kocher KGS-Nr.: 00768                                                              | A    | G   | Zentralstrasse 45–47 / Nidaugasse 72–74 585424 / 220720              | 1895/96 von Hans Bösiger erbautes Geschäftshaus im Stil des Historismus. Die auf eindrucksvolle Wirkung hin angelegten Fassaden, insbesondere die zum Zentralplatz gerichtete, sind von herausragender gestalterischer Qualität. Sie bestehen aus einer Kolossalordnung über hoher Sockelzone (platzseitig mit Rundbogennische) und sind mit plastischem Schmuck und Balkongittern verziert. |
| ja   | Datei hochladen · Wikidata zu Kongresshaus (Q19362531)                                            | Kongresshaus KGS-Nr.: 00774                                                                   | A    | G   | Zentralstrasse 60 / Silbergasse 31 585531 / 220450                   | Das von 1961 bis 1966 durch Max Schlup erbaute Kongresshaus ist das moderne Wahrzeichen Biels. Zum Zeitpunkt der Eröffnung besass es das grösste Hängedach Europas. Es dient als Kongresszentrum und Konzertgebäude, ebenso besitzt es ein 25-Meter-Schwimmbecken. Im dazu gehörenden Turm sind verschiedene Büros, unter anderem Teile der Stadtverwaltung, untergebracht. Anlässlich der 11. Schweizerischen Plastikausstellung «Utopics» 2009, wurde von Lang/Baumann das Kunstwerk Beautiful Steps #2 in luftiger Höhe in der südwestlichen Ecke des Kongresshaus-Turms installiert. |
| ja   | Datei hochladen · Wikidata zu Kontrollgebäude (Q19362532)                                         | Kontrollgebäude KGS-Nr.: 00775                                                                | A    | G   | Zentralstrasse 49 / Oberer Quai 2 585474 / 220675                    | Monumentales Wohn- und Geschäftshaus im Beaux-Arts-Stil, von 1899 bis 1901 durch Léon und Frantz Fulpius für das Kontrollamt für Gold- und Silberwaren der Uhrenindustrie errichtet. Die grossstädtisch-repräsentativ wirkende, vierflügelige Anlage mit Lichthof ist eine Stahlkonstruktion, zum Teil mit Mauerwerk hinter reich instrumentierter Fassadenverkleidung aus Savonnières-Kalkstein. |
| ja   | Datei hochladen · Wikidata zu Ehemaliger Landsitz Rockhall (Q19362528)                            | Ehemaliger Landsitz Rockhall KGS-Nr.: 00776                                                   | A    | G   | Seevorstadt 99, 103, 105 585126 / 221060                             | In den Jahren 1692 bis 1694 für Johann Franz Thellung erbauter Landsitz, heute Direktion und Verwaltung der Berner Fachhochschule, Departement Technik und Informatik. Herrschaftlicher frühbarocker Bau unter Mansardwalmdach. Über dem Sockelgeschoss aus bossierten Kalksteinquadern erhebt sich ein Mittelrisalit mit fein abgestuftem Relief, Rundgiebel und Freitreppe. Im Innern anspruchsvolles Vestibül und Grisaille-Deckenmalereien. |
| ja   | Datei hochladen · Wikidata zu Volkshaus (Q19362535)                                               | Volkshaus KGS-Nr.: 00789                                                                      | A    | G   | Bahnhofstrasse 11 585212 / 220401                                    | Von 1930 bis 1932 durch Eduard Lanz erbautes achtstöckiges Volkshaus, seit 1989 als Konservatorium genutzt. Kubisch gestaffelter Ständerbau aus Eisenbeton mit roter Klinkerverkleidung. Herausragendstes Beispiel der Bieler Moderne an städtebaulich exponierter Lage. |
| ja   | Datei hochladen · Wikidata zu Stiftung Sammlung Robert (Q19362533)                                | Stiftung Sammlung Robert KGS-Nr.: 08543                                                       | A    | S   | Schüsspromenade 26 / Seevorstadt 52 585092 / 220905                  | Die Stiftung sammelt und betreut Werke der Malerfamilie Robert, um sie der Öffentlichkeit bekannt und zugänglich zu machen. Dabei werden die Sammlungsbestände durch Dokumentationen ergänzt. |
| ja   | Datei hochladen · Wikidata zu Neues Museum Biel (Q74516)                                          | Neues Museum Biel - Nouveau Musée Bienne (ehemalige Museen Neuhaus und Schwab) KGS-Nr.: 08544 | A    | S   | Schüsspromenade 26 / Seevorstadt 52 585092 / 220905                  | Vollständig zweisprachig (deutsch/französisch) geführtes Museum für Archäologie, Kunst, Industriegeschichte, Literatur, Film und Wohnkultur. 2011 aus der Fusion des Museums Schwab und des Museums Neuhaus entstanden. |
| ja   | Datei hochladen · Wikidata zu Ehemaliges Museum Schwab (Neues Museum Biel) (Q29651769)            | Ancien Musée Schwab (Neues Museum Biel / Nouveau Musée Bienne) KGS-Nr.: 00752                 | B    | G   | Seevorstadt 50 585028 / 220864                                       | 1871/72 erbautes Museumsgebäude im neobarocken Stil französischer Prägung für die ur- und frühgeschichtliche Sammlung Friedrich Schwab (heute Neues Museum Biel). Sehr repräsentatives, über winkelförmigem Grundriss erstelltes Bauwerk mit eleganter zweigeschossiger Kuppelrotunde. Sorgfältig gegliederte Fassade mit Bossenwerk, Lisenen, ionischen Kapitellen und Gesimsen. |
| ja   | Datei hochladen · Wikidata zu Amthaus (Q29651763)                                                 | Amthaus (Préfecture) KGS-Nr.: 00755                                                           | B    | G   | Spitalstrasse 14 585085 / 220639                                     | 1898/99 von Kantonsbaumeister Franz Stempkowski erbautes Amthaus des Bezirks Biel. Der anspruchsvolle, einem französischen Barockschloss nachempfundene Repräsentationsbau besteht aus dem Hauptgebäude unter Mansarddach und einem nordseitig angebauten Saaltrakt unter Satteldach. Ein Mittelrisalit sowie strenge Dekor- und Gliederungselemente akzentuieren die Strassenfassade. Das Regionalgericht Berner Jura-Seeland hat seit dem 1. Januar 2011 seinen Hauptsitz im Amtshaus.                                                                                                 |
| ja   | Datei hochladen · Wikidata zu Bloeschhaus (Q29651779)                                             | Bloeschhaus KGS-Nr.: 00758                                                                    | B    | G   | Mühlebrücke 5 585225 / 221076                                        | 1818 erbaute klassizistische Fabrikantenvilla, seit 1946 Sitz des Stadtpräsidenten und der Stadtkanzlei. Klar komponiertes Gebäude unter Mansardwalmdach mit dekorativen Lukarnen. Die Ecklisenen, die Fenster- und Türeinfassungen sowie das Kranzgesims sind grau gefasst. Rückseitig ist ein Treppenhaus angebaut, an der Vorderseite befindet sich eine Terrasse. |
| ja   | Datei hochladen · Wikidata zu Brunnen auf der Schüssbrücke (Q29651781)                            | Brunnen auf der Schüssbrücke KGS-Nr.: 00760                                                   | B    | K   | Zentralplatz N.N. 585460 / 220665                                    | Ausgewogen proportionierter Brunnen mit aufwändig instrumentierten Formen des Historismus. 1876 auf dem Areal des Kontrollgebäudes aufgestellt, 1901 zum Standort auf der Schüssbrücke versetzt und mit der Umgestaltung Zentralplatzes 2002 vor das Kontrollgebäude Zentralstrasse 49 auf dem Zentralplatz zurück verschoben. |
| ja   | Datei hochladen · Wikidata zu Pasquart-Kirche (Biel) (Q29651786)                                  | Französische Reformierte Kirche KGS-Nr.: 00761                                                | B    | G   | Seevorstadt 99a 585083 / 221054                                      | 1902–1904 nach Entwurf von August Haag erbautes reformiertes Kirchengebäude im neuromanischen Stil; Die auf Fernwirkung konzipierte Architektur dieser kreuzförmigen Emporenkirche mit seitlichem Glockenturm besteht aus rustikalem Hausteinmauerwerk zwischen gliedernden Strukturen in kräftigen Formen. Verziert ist das Gebäude der Pasquart-Kirche mit aufwändiger Bauplastik von Karl Joseph Leuch. |
| ja   | Datei hochladen · Wikidata zu Haus Byfang (Q29651797)                                             | Haus Byfang KGS-Nr.: 00767                                                                    | B    | G   | Jakob-Rosius-Strasse 3, 5 / Lindenegg 1, 3 585270 / 221149           | 1796 erbautes Landhaus in einem parkartigen Garten mit altem Baumbestand. Lang gestrecktes Doppelhaus im klassizistischen Stil unter einem mächtigen Walmdach mit leicht zurückversetztem Anbau an der Ostseite. Empire-Dekor und Fenstergewände aus Hauterive-Kalkstein. |
| ja   | Datei hochladen · Wikidata zu Haus Neuhaus (NMB-Neues Museum Biel) (Q29651799)                    | Haus Neuhaus (NMB-Neues Museum Biel) KGS-Nr.: 00769                                           | B    | G   | Schüsspromenade 26, 28 585085 / 220906                               | Zwischen 1784 und 1864 in drei Etappen erbaute ehemalige Indienne-Fabrik, später für Wohnzwecke genutzt, heute Teil des Neuen Museums Biel. Eindrucksvoller Baukörper im klassizistischen Stil unter Walmdach mit Dreieckgiebel und dreiachsigem, risalitartigen Mitteltrakt, gilt als Pionierbau der industriellen Entwicklung Biels. |
| ja   | Datei hochladen · Wikidata zu Ehemalige Dependance des Landsitzes "Seefels" (Q29651805)           | Ehemalige Dependance des Landsitzes "Seefels" KGS-Nr.: 00771                                  | B    | G   | Seevorstadt 17 584557 / 220574                                       | 1781 erbautes Pächterhaus des Landsitzes Seefels, heute als Bürogebäude genutzt. Der schlanke, lang gezogene Mauerbau unter Mansarddach war bis zum Umbau von 1876 ursprünglich in Wohnteil, Stall und Remise unterteilt. Rückwärtig stehen geräumige Ökonomietrakte. Büronutzung. Schlanker lang gezogener Mauerbau unter Mansarddach. Urspr. geteilt in Wohnteil, Scheune und Remise |
| ja   | Datei hochladen · Wikidata zu Stadtbibliothek (Q27479828)                                         | Stadtbibliothek und Post KGS-Nr.: 00785                                                       | B    | G   | General-Dufour-Strasse 26 585595 / 221032                            | 1932 erbautes Gebäude für Stadtbibliothek und Postfiliale, repräsentativ für die Bieler Moderne. Konsequent durchgestalteter, mit Kunststeinplatten verkleideter Massivbau unter schwach geneigtem Walmdach. Klare, durch unterschiedliche Fensterformen und -grössen gegliederte Fassaden. 1991 um einen Neubau erweitert. |
| ja   | Datei hochladen · Wikidata zu Talstation der Drahtseilbahn Magglingen (Q29651833)                 | Talstation der Drahtseilbahn Magglingen KGS-Nr.: 00786                                        | B    | G   | Seevorstadt 21 584600 / 220607                                       | 1886 erbauter schlichter Sichtfachwerkbau unter Satteldach mit zentralem Querfirst. Hangseitig abgewinkelt steht die Perronhalle über einem massiven Unterbau als brettverschalte, bzw. eternitverkleidete Holzkonstruktion unter einem Pultdach. Verkörpert den Typus des ländlichen, streng axialsymmetrisch konzipierten Stationsgebäudes. |
| ja   | Datei hochladen · Wikidata zu Stadtarchiv Biel (Q27479827)                                        | Stadtarchiv Biel/Bienne / Archives municipales de Biel/Bienne KGS-Nr.: 08829                  | B    | S   | Ernst-Schüler-Strasse 23 / General-Dufour-Strasse 26 585600 / 221046 | Zentrale Archiv der städtischen Behörden, Dienst- und Verwaltungsstellen sowie jener Personen und Körperschaften, die im Auftrag der Stadt öffentliche Aufgaben wahrnehmen. |
| ja   | Datei hochladen · Wikidata zu Hotel Elite (Q29651810)                                             | Hotel Elite KGS-Nr.: 10626                                                                    | B    | G   | Bahnhofstrasse 14 585267 / 220395                                    | Von 1929 bis 1931 durch Karl Frey erbautes Hotel am Standort des früheren Bahnhofs. Mächtiger Eisenbetonbau im Art-déco-Stil mit gepflegter Kalkstein-Verkleidung. In der Beletage Kongress- und Speisesäle, in der Portalachse Hotelhalle im ersten Obergeschoss sowie Appartements. |
| ja   | Datei hochladen · Wikidata zu Ehemaliges Hauptgebäude OMEGA (Q29651794)                           | Hauptgebäude Omega SA, Verwaltungsgebäude KGS-Nr.: 11641                                      | B    | G   | Seevorstadt 6 584679 / 220517                                        | Das 1955/56 von Oskar Sattler erbaute Bürogebäude eines bedeutenden Bieler Uhrenherstellers – damals Hauptgebäude OMEGA SA und ab 1990er bis Ende 2010er Jahre Hauptsitz der Swatch Group – ist ein ausgezeichnetes Beispiel der klassisch-repräsentativen Richtung der Nachkriegsmoderne und gehört mit seiner ausdrucksstarken Fassade zu den prominenten Industriebauten der Epoche in Biel. |
| ja   | Datei hochladen · Wikidata zu Neumarktschulhaus (Q29651821)                                       | Neumarktschulhaus KGS-Nr.: 11643                                                              | B    | G   | Neumarktstrasse 15 585680 / 220937                                   | 1889/90 von Alfred Hodler erbautes Schulgebäude im Neorenaissance-Stil, 1901/02 um ein Stockwerk erhöht. Grosser, kubisch wirkender Baukörper unter Flachdach mit Eckrisaliten unter Mansarddach. Straffe und sorgfältige Gliederung der Fassaden durch Lisenen, Gesimse und Fenstergewände. Sehenswert ist das Sgraffito-Fries unter der Traufe. |
| ja   | Datei hochladen · Wikidata zu Turnhalle (Q29651838)                                               | Turnhalle der Neumarktschule KGS-Nr.: 11833                                                   | B    | G   | Logengasse 2 585726 / 220957                                         | 1931 im Stil des Neuen Bauens errichtete Turnhalle der Neumarktschule. Blockhafter, sehr konsequent konzipierter Baukörper. Nordseitig schlichter, mit Klinker gerahmter Eingangsbereich, westseitig ein Treppenhausrisalit, südseitig grosse Fensterfronten. |

## Übrige Baudenkmäler
Hinweis: Anstelle der KGS-Nummer wird als Objekt-Identifikator (ID) die Grundstücksnummer verwendet.
| ID                                                   | Foto | | Objekt                                                      | Typ | Standort                                                                           | Beschreibung |
| ---------------------------------------------------- | ---- | --- | ----------------------------------------------------------- | --- | ---------------------------------------------------------------------------------- | --- |
| 1051                                                 | ja   | Datei hochladen · Wikidata zu Mehrfamilienhaus mit Laden (1860) (Q123358684)                           | Mehrfamilienhaus mit Laden (1860)                           | G   | Zentralstrasse 30 585323 / 220822                                                  | |
| 1079                                                 | ja   | Datei hochladen · Wikidata zu Ehemaliges Hotel zum Blauen Kreuz (Q123263426)                           | Ehemaliges Hotel zum Blauen Kreuz (1895)                    | G   | Unterer Quai 45 585367 / 220679                                                    | |
| 1084                                                 | ja   | Datei hochladen · Wikidata zu Wohnhaus Neuengasse 20, Biel/Bienne (Q124756481)                         | Wohnhaus (1891)                                             | G   | Neuengasse 20 585227 / 220755                                                      | |
| 1085                                                 | ja   | Datei hochladen · Wikidata zu Wohnhaus Karl-Neuhaus-Strasse 21, Biel/Bienne (Q124756474)               | Wohnhaus (1891)                                             | G   | Karl-Neuhaus-Strasse 21 585234 / 220738                                            | |
| 1086; 1091; 1096                                     | ja   | Datei hochladen · Wikidata zu Wohnhauszeile (Q123400172)                                               | Wohnhauszeile (1877)                                        | G   | Karl-Neuhaus-Strasse 23, 25 / Rüschlistrasse 22 585246 / 220716                    | |
| 1092; 1093; 1094; 1095; 1096                         | ja   | Datei hochladen · Wikidata zu Wohnhauszeile (1877) (Q124756509)                                        | Wohnhauszeile (1877)                                        | G   | Plänkestrasse 19, 21, 23, 25, 27 585271 / 220714                                   | |
| 1097                                                 | ja   | Datei hochladen · Wikidata zu Wohnhaus Rüschlistrasse 24, Biel/Bienne (Q124756492)                     | Wohnhaus (um 1890)                                          | G   | Rüschlistrasse 24 585309 / 220708                                                  | |
| 1100                                                 | BW   | Datei hochladen                                                                                        | Villenähnliches Mehrfamilienhaus (1896)                     | G   | Plänkestrasse 20 585268 / 220687                                                   | |
| 1107                                                 | ja   | Datei hochladen · Wikidata zu Wohnhauszeile (Q123263497)                                               | Wohnhauszeile (1902)                                        | G   | Rüschlistrasse 28 585339 / 220668                                                  | |
| 1109; 1110; 1112                                     | BW   | Datei hochladen · Wikidata zu Wohnhauszeile (1902) (Q123517676)                                        | Wohnhauszeile (1902)                                        | G   | Unterer Quai 37, 39, 41 585315 / 220648                                            | |
| 1112                                                 | ja   | Datei hochladen · Wikidata zu Wohnhauszeile (1902) (Q123400175)                                        | Wohnhauszeile (1902)                                        | G   | Karl-Neuhaus-Strasse 31 585293 / 220641                                            | |
| 1124                                                 | ja   | Datei hochladen · Wikidata zu Plänkeschulhaus (Q113639649)                                             | Plänkeschulhaus (1898/99)                                   | G   | Plänkestrasse 9 585171 / 220652                                                    | |
| 1126; 1127                                           | ja   | Datei hochladen · Wikidata zu Doppelwohnhaus (Q123375507)                                              | Doppelwohnhaus (1887)                                       | G   | Plänkestrasse 11, 13 585193 / 220663                                               | |
| 1129                                                 | ja   | Datei hochladen · Wikidata zu Wohn- und Geschäftshaus (1902) (Q123358688)                              | Wohn- und Geschäftshaus (1902)                              | G   | Karl-Neuhaus-Strasse 32 585258 / 220661                                            | |
| 1131                                                 | ja   | Datei hochladen · Wikidata zu Villa mit Praxis (um 1875) (Q123263441)                                  | Villa mit Praxis (um 1875)                                  | G   | Karl-Neuhaus-Strasse 34 / Unterer Quai 35 585277 / 220630                          | |
| 1136                                                 | ja   | Datei hochladen · Wikidata zu Mehrfamilienhaus (Q123363373)                                            | Mehrfamilienhaus (1899)                                     | G   | Unterer Quai 31 585226 / 220594                                                    | |
| 1137                                                 | ja   | Datei hochladen · Wikidata zu Wohnhaus Unterer Quai 29, Biel/Bienne (Q124756496)                       | Wohnhaus (1898)                                             | G   | Unterer Quai 29 585210 / 220586                                                    | |
| 1139; 3139                                           | ja   | Datei hochladen · Wikidata zu Doppelwohnhaus (1904) (Q123375508)                                       | Doppelwohnhaus (1904)                                       | G   | Plänkestrasse 6–8 585167 / 220625                                                  | |
| 1140                                                 | ja   | Datei hochladen · Wikidata zu Wohnhaus Unterer Quai 27, Biel/Bienne (Q124756495)                       | Wohnhaus (1902/03)                                          | G   | Unterer Quai 27 585200 / 220580                                                    | |
| 1141                                                 | ja   | Datei hochladen · Wikidata zu Ehemaliges Mechanikgebäude der Indienne-Manufaktur (1766) (Q123263429)   | Ehemaliges Mechanikgebäude der Indienne-Manufaktur (1766)   | G   | Schüsspromenade 18 585069 / 220828                                                 | |
| 1143                                                 | ja   | Datei hochladen · Wikidata zu Wohn- und Bürohaus (1906) (Q123263445)                                   | Wohn- und Bürohaus (1906)                                   | G   | Karl-Neuhaus-Strasse 8 585133 / 220821                                             | |
| 1156; 1157                                           | ja   | Datei hochladen · Wikidata zu Doppelwohnhaus (1886) (Q123358674)                                       | Doppelwohnhaus (1886)                                       | G   | Neuengasse 19, 21 585189 / 220764                                                  | |
| 1161                                                 | ja   | Datei hochladen · Wikidata zu Doppelwohnhaus (1928) (Q123358673)                                       | Doppelwohnhaus (1928)                                       | G   | Karl-Neuhaus-Strasse 11, 11a, 13, 13a 585166 / 220823                              | Doppelwohnhaus von 1928 mit seitlich angebrachten Erkern und mit Reliefskulpturen von Etienne Perincioli an den Fassaden sowie mit Garagen im Hof. |
| 1165                                                 | ja   | Datei hochladen · Wikidata zu Villa (um 1885) (Q123263439)                                             | Villa (um 1885)                                             | G   | Neuengasse 23 585212 / 220780                                                      | |
| 1166                                                 | ja   | Datei hochladen · Wikidata zu Villa La Prévôtoise (um 1860) (Q123263440)                               | Villa La Prévôtoise (um 1860)                               | G   | Rüschlistrasse 12, 12a 585226 / 220820                                             | |
| 1174                                                 | ja   | Datei hochladen · Wikidata zu Ehemalige Farbküche der Indienne-Manufaktur (Q123263417)                 | Ehemalige Farbküche der Indienne-Manufaktur (1799)          | G   | Karl-Neuhaus-Strasse 3 585094 / 220863                                             | |
| 1175                                                 | ja   | Datei hochladen · Wikidata zu Ehemaliges Kesselhaus der Indienne-Manufaktur (1798) (Q123263427)        | Ehemaliges Kesselhaus der Indienne-Manufaktur (1798)        | G   | Schüsspromenade 24 585078 / 220868                                                 | |
| 1179                                                 | ja   | Datei hochladen · Wikidata zu Ehemaliges Tröcknegebäude der Indienne-Manufaktur (1785/86) (Q123263433) | Ehemaliges Tröcknegebäude der Indienne-Manufaktur (1785/86) | G   | Seevorstadt 54, 56 585105 / 220935                                                 | |
| 1181                                                 | ja   | Datei hochladen · Wikidata zu Wohn- und Geschäftshaus (1899) (Q123367989)                              | Wohn- und Geschäftshaus (1899)                              | G   | Rüschlistrasse 2 / Seevorstadt 58 585139 / 220955                                  | |
| 1194                                                 | BW   | Datei hochladen                                                                                        | Wohnhaus (1857)                                             | G   | Seevorstadt 83 585032 / 220958                                                     | |
| 1195                                                 | BW   | Datei hochladen                                                                                        | Villa Baumgärtli (1861)                                     | G   | Seevorstadt 85 585057 / 220971                                                     | |
| 1196                                                 | BW   | Datei hochladen                                                                                        | Ehemaliges Rebhaus (um 1810)                                | G   | Seevorstadt 85a 585017 / 221003                                                    | |
| 1197                                                 | BW   | Datei hochladen                                                                                        | zwei Villen (1902)                                          | G   | Seevorstadt 99, 105 585126 / 221031                                                | |
| 1210                                                 | ja   | Datei hochladen · Wikidata zu Villa Lindenegg (Q112686917)                                             | Villa Lindenegg (1831)                                      | G   | Lindenegg 5, 5a 585183 / 221119                                                    | |
| 1257; 1258                                           | ja   | Datei hochladen                                                                                        | Wohnhäuser mit Läden (1858–1861)                            | G   | Unionsgasse 8, 10, 12 585287 / 220941                                              | |
| 1267                                                 | ja   | Datei hochladen                                                                                        | Wohnhäuser mit Läden (1858–1861)                            | G   | Eisengasse 8, 8b, 10, 12 585317 / 220916                                           | |
| 1260; 1261; 1262; 1263; 1270; 1271; 1272; 1273       | ja   | Datei hochladen                                                                                        | Mehrfamilienhäuser mit Läden (1858–1861)                    | G   | Zentralstrasse 11, 13, 15, 19, 21, 23, 25 585290 / 220900                          | |
| 1264; 1265; 1268; 1269                               | ja   | Datei hochladen                                                                                        | zehn Wohnhäuser mit Läden (1858–1861)                       | G   | Industriegasse 7, 9, 14, 16 585305 / 220902                                        | |
| 1274; 1275; 1276                                     | ja   | Datei hochladen                                                                                        | Wohnhäuser mit Läden (1858–1861)                            | G   | Neuengasse 37, 39, 41 585344 / 220860                                              | |
| 1281; 1282; 1283; 1284; 1285                         | ja   | Datei hochladen                                                                                        | Wohnhauszeile (1879–1897)                                   | G   | Unionsgasse 1, 3, 5, 7, 9 / Zentralstrasse 12 585220 / 220914                      | |
| 1285                                                 | ja   | Datei hochladen                                                                                        | Wohnhauszeile (1879–1897)                                   | G   | Rüschlistrasse 5 585194 / 220901                                                   | |
| 1286                                                 | ja   | Datei hochladen · Wikidata zu Synagoge (Q111285574)                                                    | Synagoge (1882)                                             | G   | Rüschlistrasse 3 585177 / 220924                                                   | |
| 1289                                                 | ja   | Datei hochladen · Wikidata zu Brunnenplatz (Q123263405)                                                | Brunnenplatz (1857)                                         | G   | Brunnenplatz N.N. 585258 / 220894                                                  | |
| 1290; 1291; 1292; 1293                               | ja   | Datei hochladen                                                                                        | Wohnhauszeile (1913)                                        | G   | Industriegasse 3 / Unionsgasse 4 / Zentralstrasse 16, 18 585254 / 220869           | |
| 1294                                                 | ja   | Datei hochladen                                                                                        | Vierfamilienhaus (um 1875)                                  | G   | Unionsgasse 2, 2a 585216 / 220887                                                  | |
| 1295                                                 | ja   | Datei hochladen                                                                                        | Villenartiges Zweifamilienhaus (um 1870/1875)               | G   | Rüschlistrasse 9 585229 / 220854                                                   | |
| 1296                                                 | ja   | Datei hochladen                                                                                        | Wohn- und Geschäftshaus (um 1870/1875)                      | G   | Industriegasse 10 585283 / 220867                                                  | |
| 1296; 1297                                           | ja   | Datei hochladen                                                                                        | Wohn- und Geschäftshaus (um 1870/1875)                      | G   | Zentralstrasse 22, 24 585296 / 220857                                              | |
| 1305; 1306; 1307; 1308                               | ja   | Datei hochladen                                                                                        | Wohnhauszeile (1876)                                        | G   | Industriegasse 2, 4, 6, 8 585260 / 220850                                          | |
| 1333; 2188; 2198; 2228; 2231; 2266                   | ja   | Datei hochladen · Wikidata zu Sechs Mehrfamilienhäuser (Q113500116)                                    | sechs Mehrfamilienhäuser (1930)                             | G   | Johann-Verresius-Strasse 4, 6, 8, 10, 12, 14 585316 / 220209                       | |
| 1344                                                 | ja   | Datei hochladen · Wikidata zu Wohn- und Geschäftshaus "Hohes Eck" (1852) (Q126340986)                  | Wohn- und Geschäftshaus "Hohes Eck" (1852)                  | G   | Nidaugasse 46 585402 / 220907                                                      | |
| 1506; 1618; 2371; 2373; 2503                         | ja   | Datei hochladen · Wikidata zu Bahnhofstrasse (Q114247604)                                              | Wohn- und Geschäftshäuser (1930–1934)                       | G   | Bahnhofstrasse 1, 3, 5, 7, 9 585193 / 220353                                       | |
| 1531                                                 | ja   | Datei hochladen · Wikidata zu Ehemaliger Zehntenspeicher (Q123263421)                                  | Ehemaliger Zehntenspeicher (1696)                           | G   | Juravorstadt 3 585458 / 221355                                                     | |
| 1532                                                 | ja   | Datei hochladen · Wikidata zu Ehemaliges Zollhaus (15. Jh.) (Q123263588)                               | Ehemaliges Zollhaus (15. Jh.)                               | G   | Juravorstadt 1 585463 / 221352                                                     | |
| 1534                                                 | ja   | Datei hochladen · Wikidata zu Ehemalige Dependance des Gasthofs zum Jura (Q115795061)                  | Ehemalige Dependance des Gasthofs zum Jura (1854)           | G   | Juravorstadt 9 585482 / 221373                                                     | |
| 1538                                                 | BW   | Datei hochladen                                                                                        | Wohnhaus mit Kaufladen (1857)                               | G   | Juravorstadt 13 585495 / 221381                                                    | |
| 1539                                                 | BW   | Datei hochladen                                                                                        | Wohnhaus (1857)                                             | G   | Juravorstadt 17 585504 / 221387                                                    | |
| 1540                                                 | ja   | Datei hochladen · Wikidata zu Wohnhaus mit Kaufladen (Q123263644)                                      | Wohnhaus mit Kaufladen (1857)                               | G   | Juravorstadt 19 585512 / 221394                                                    | |
| 1541                                                 | ja   | Datei hochladen · Wikidata zu Wohnhaus mit Kaufladen (1857) (Q124756505)                               | Wohnhaus mit Kaufladen (1857)                               | G   | Juravorstadt 21 585520 / 221399                                                    | |
| 1554                                                 | ja   | Datei hochladen                                                                                        | Wohn- und Gewerbebau (um 1800)                              | G   | Jurastrasse 1 585506 / 221327                                                      | |
| 1557                                                 | ja   | Datei hochladen · Wikidata zu Wohnhaus Juravorstadt 10, Biel/Bienne (Q124756472)                       | Wohnhaus (um 1836)                                          | G   | Juravorstadt 10 585507 / 221365                                                    | |
| 1561                                                 | ja   | Datei hochladen · Wikidata zu Wartehäuschen der städtischen Verkehrsbetriebe (1933) (Q113501779)       | Wartehäuschen der städtischen Verkehrsbetriebe (1933)       | G   | Juravorstadt 2a 585476 / 221348                                                    | |
| 1563; 1564                                           | BW   | Datei hochladen                                                                                        | zwei Wohnhäuser mit Kaufladen (um 1860)                     | G   | Juravorstadt 23, 27 585529 / 221406                                                | |
| 1566                                                 | ja   | Datei hochladen · Wikidata zu Wohnhaus mit Kaufladen (um 1860) (Q124756506)                            | Wohnhaus mit Kaufladen (um 1860)                            | G   | Juravorstadt 29 585550 / 221422                                                    | |
| 1568                                                 | ja   | Datei hochladen · Wikidata zu Mehrfamilienhaus mit Werkstätten (Q123263515)                            | Mehrfamilienhaus mit Werkstätten (1903)                     | G   | Juravorstadt 31 585560 / 221430                                                    | |
| 1570                                                 | ja   | Datei hochladen · Wikidata zu Villa Favorita (Q123260189)                                              | Villa Favorita (1861)                                       | G   | Juravorstadt 39 585607 / 221493                                                    | |
| 1571                                                 | ja   | Datei hochladen · Wikidata zu Villa Choisy (Q111462439)                                                | Villa Choisy (1858)                                         | G   | Juravorstadt 41, 43 585623 / 221528                                                | |
| 1583                                                 | ja   | Datei hochladen · Wikidata zu Wildermeth-Brunnen (Q123263444)                                          | Wildermeth-Brunnen (1959)                                   | G   | Georg-Friedrich-Heilmann-Platz N.N. 585613 / 221318                                | |
| 1584                                                 | ja   | Datei hochladen · Wikidata zu Ehemalige Grand Garage du Jura (Q113496773)                              | Ehemalige Grand Garage du Jura (1928/29)                    | G   | Adam-Göuffi-Strasse 18 / Juravorstadt 22 585618 / 221448                           | Die ehemalige «Grand Garage du Jura S.A.» wurde 1929 mit Garage und Werkstatt sowie vier Wohnungen fertig erstellt. Das geschwungene Gebäude passt sich dem Strassenverlauf an. Ein halbrunder Treppenturm mit Balkonerker schliesst im Südwesten die Form ab. Die Ostfassade wurde als Brandwand ausgebildet. Im Erdgeschoss mit den grossen Öffnungen in der Fassade befanden sich die Ausstellung und die Werkstatt. Hinter den mittelgrossen Fenstern im ersten Obergeschoss lagen die Büros. Die Wohnungen im zweiten Stock erhielten die kleinsten, aber der Nutzung ebenso angemessenen Fensteröffnungen. Auf dem Flachdach befindet sich ein gemeinsam genutzter Garten, von dem man eine gute Aussicht auf die Bieler Altstadt hat. Die Baudetails wie die Beschriftung, die Geländer und die Teilung der Fenster sind modern.                                                 |
| 1589                                                 | ja   | Datei hochladen · Wikidata zu Jurahaus (Q113499825)                                                    | Jurahaus (1930)                                             | G   | Georg-Friedrich-Heilmann-Strasse 2 585613 / 221266                                 | |
| 1602                                                 | ja   | Datei hochladen · Wikidata zu Gesellschaftshaus (Q123263501)                                           | Gesellschaftshaus (1928)                                    | G   | Bubenberg-Strasse 9 585747 / 221392                                                | |
| 1603                                                 | ja   | Datei hochladen · Wikidata zu Fabrik / Schule (Q123263499)                                             | Fabrik / Schule (1919)                                      | G   | Bubenberg-Strasse 15 585770 / 221365                                               | |
| 1621                                                 | ja   | Datei hochladen · Wikidata zu Wohn- und Geschäftshaus (1960) (Q111436329)                              | Wohn- und Geschäftshaus (1960)                              | G   | Freiestrasse 2 / Reitschulstrasse 1 585559 / 221154                                | |
| 1626                                                 | ja   | Datei hochladen                                                                                        | Wohnhaus (1898)                                             | G   | Freiestrasse 14 585601 / 221214                                                    | |
| 1627                                                 | BW   | Datei hochladen                                                                                        | Wohnhäuser (1899)                                           | G   | Jurastrasse 12, 14, 16, 18, 20 585625 / 221203                                     | |
| 1720                                                 | ja   | Datei hochladen · Wikidata zu Schulhaus Dufour-West (Q113751892)                                       | Schulhaus Dufour-West (1862/63)                             | G   | General-Dufour-Strasse 18 585488 / 220966                                          | |
| 1720                                                 | ja   | Datei hochladen · Wikidata zu Schulhaus Dufour-Ost (Q113753700)                                        | Schulhaus Dufour-Ost (1817)                                 | G   | General-Dufour-Strasse 22 585526 / 220992                                          | |
| 1738; 1739; 1740; 1742                               | BW   | Datei hochladen                                                                                        | fünf Wohn- und Geschäftshaus (1894/95)                      | G   | Nidaugasse 39, 41, 43, 45, 47 585452 / 220784                                      | |
| 1751                                                 | ja   | Datei hochladen · Wikidata zu Bankgebäude (Q123263401)                                                 | Bankgebäude (1919–1921)                                     | G   | Nidaugasse 49 585418 / 220895                                                      | |
| 1778                                                 | ja   | Datei hochladen · Wikidata zu Wohn- und Geschäftshaus (1898) (Q123367988)                              | Wohn- und Geschäftshaus (1898)                              | G   | Nidaugasse 62 / Jean-Sessler-Strasse 7 585426 / 220790                             | |
| 1779                                                 | ja   | Datei hochladen · Wikidata zu Zwei Wohn- und Geschäftshäuser (Q123263892)                              | zwei Wohn- und Geschäftshäuser (1896–1899)                  | G   | Jean-Sessler-Strasse 3, 5 585412 / 220784                                          | |
| 1782                                                 | BW   | Datei hochladen                                                                                        | Wohnhaus mit Laden (um 1880)                                | G   | Zentralstrasse 33 585369 / 220784                                                  | |
| 1783                                                 | BW   | Datei hochladen                                                                                        | Wohn- und Geschäftshaus (1899–1902)                         | G   | Jean-Sessler-Strasse 1 585389 / 220775                                             | |
| 1787                                                 | BW   | Datei hochladen                                                                                        | Wohn- und Geschäftshaus (1894)                              | G   | Nidaugasse 68 585430 / 220757                                                      | |
| 1788; 1789; 1790                                     | BW   | Datei hochladen                                                                                        | Wohn- und Geschäftshaus (1895)                              | G   | Nidaugasse 70, 72, 74 585428 / 220737                                              | |
| 1792                                                 | BW   | Datei hochladen                                                                                        | Wohn- und Geschäftshaus (1895)                              | G   | Zentralstrasse 43 585403 / 220737                                                  | |
| 1794                                                 | BW   | Datei hochladen                                                                                        | Wohn- und Geschäftshaus (1896–1899)                         | G   | Jean-Sessler-Strasse 2 / Zentralstrasse 39 585397 / 220764                         | |
| 1795                                                 | BW   | Datei hochladen                                                                                        | Adlerhaus (1894)                                            | G   | Nidaugasse 64, 66 / Jean-Sessler-Strasse 6 585428 / 220775                         | |
| 1839; 1843                                           | ja   | Datei hochladen                                                                                        | Wohnhäuser mit Läden (1899)                                 | G   | Mittelstrasse 11, 13 585630 / 221168                                               | |
| 1852; 1854; 1856; 1858; 1860; 1862; 1864; 1867       | ja   | Datei hochladen                                                                                        | acht Wohnhäuser (1886–1894)                                 | G   | General-Dufour-Strasse 49, 51, 53, 55, 57, 59, 61 / Jurastrasse 29 585726 / 221163 | Wohngebäude Dufourstrasse 53–61 erbaut 1886–1894 von Albert Wyss |
| 1866                                                 | ja   | Datei hochladen                                                                                        | Wohnhaus (1906)                                             | G   | Jurastrasse 27 / Mittelstrasse 16 585672 / 221162                                  | |
| 1895                                                 | ja   | Datei hochladen · Wikidata zu Wohnhaus mit Laden (1897) (Q126300821)                                   | Wohnhaus mit Laden (1897)                                   | G   | General-Dufour-Strasse 44 585756 / 221155                                          | |
| 1925; 1971; 1983; 6507; 6731                         | ja   | Datei hochladen · Wikidata zu Bahnhofstrasse (Q114247604)                                              | Wohn- und Geschäftshäuser (1932–1940)                       | G   | Bahnhofstrasse 2, 4, 6, 8, 12 585215 / 220333                                      | |
| 1928                                                 | BW   | Datei hochladen                                                                                        | Freimaurerloge Stein am Jura (um 1870)                      | G   | Jurastrasse 40 585733 / 221032                                                     | |
| 1947                                                 | BW   | Datei hochladen                                                                                        | Wohnhaus (1893)                                             | G   | Ritter-Weg 15 585914 / 221068                                                      | |
| 2029                                                 | ja   | Datei hochladen                                                                                        | Mehrfamilienhaus (1897/98)                                  | G   | Mittelstrasse 27 585715 / 221227                                                   | |
| 2096; 2098                                           | ja   | Datei hochladen · Wikidata zu Wohnhaus (1902) (Q126300823)                                             | Wohnhaus (1902)                                             | G   | General-Dufour-Strasse 75, 77 585821 / 221225                                      | |
| 2117; 8473                                           | ja   | Datei hochladen · Wikidata zu Stadtpark Biel (Q113482088)                                              | Stadtpark (1924)                                            | G   | Bubenberg-Strasse N.N. 585982 / 221174                                             | |
| 2117                                                 | ja   | Datei hochladen · Wikidata zu Pfoertnerhaus Stadtpark Biel/Bienne (Q123263436)                         | Wohnhaus (um 1870/75)                                       | G   | Bubenberg-Strasse 51 585918 / 221143                                               | |
| 2117                                                 | ja   | Datei hochladen · Wikidata zu Musikpavillon (Q113472649)                                               | Musikpavillon (1936)                                        | G   | Bubenberg-Strasse 55 586052 / 221219                                               | |
| 2143                                                 | ja   | Datei hochladen · Wikidata zu Mehrfamilienhaus mit Kino Apollo (Q123263512)                            | Mehrfamilienhaus mit Kino Apollo (1914)                     | G   | Zentralstrasse 51a 585487 / 220643                                                 | |
| 2154                                                 | ja   | Datei hochladen · Wikidata zu Farelhaus (Q114030722)                                                   | Kirchgemeindehaus Farel (1957–1959)                         | G   | Oberer Quai 12 585539 / 220732                                                     | |
| 2192                                                 | BW   | Datei hochladen                                                                                        | Maschinenfabrik (1911)                                      | G   | Alexander-Schöni-Strasse 17 585566 / 220652                                        | |
| 2203; 2207                                           | BW   | Datei hochladen                                                                                        | Doppelwohnhaus (1889)                                       | G   | Diamantstrasse 6, 8 585768 / 220827                                                | |
| 2287                                                 | ja   | Datei hochladen · Wikidata zu Wohlfahrtshaus der Vereinigten Drahtwerke Biel (Q123263516)              | Wohlfahrtshaus der Vereinigten Drahtwerke Biel (1916)       | G   | Neumarktstrasse 64 585847 / 220615                                                 | |
| 2288                                                 | BW   | Datei hochladen                                                                                        | Feuerwehr- und Polizeigarage (1960–1962)                    | G   | Werkhofstrasse 8, 10, 12 585856 / 220526                                           | |
| 2298; 2300                                           | BW   | Datei hochladen                                                                                        | zwei Wohn- und Geschäftshäuser (1897)                       | G   | Zentralstrasse 95, 97 585684 / 220334                                              | |
| 2307                                                 | BW   | Datei hochladen                                                                                        | Wohn- und Geschäftshaus (1902/03)                           | G   | Zentralstrasse 99 585695 / 220317                                                  | |
| 2312                                                 | BW   | Datei hochladen                                                                                        | Etagenwohnhaus mit Laden (1902)                             | G   | Zentralstrasse 101 585701 / 220309                                                 | |
| 2322; 2323                                           | BW   | Datei hochladen                                                                                        | Doppel-Mehrfamilienhaus mit Läden (1900)                    | G   | Zentralstrasse 105, 107 585723 / 220280                                            | |
| 2338                                                 | BW   | Datei hochladen                                                                                        | Mattenhof (1875)                                            | G   | Mattenstrasse 88 585907 / 220514                                                   | |
| 2348                                                 | BW   | Datei hochladen                                                                                        | (eins von) sieben Wohnhäuser (1902)                         | G   | Theodor-Kocher-Strasse 1 585102 / 220465                                           | |
| 2349; 2350; 2351; 2352; 2353                         | BW   | Datei hochladen                                                                                        | (fünf von) sieben Wohnhäuser (1902)                         | G   | Unterer Quai 62, 64, 66, 68, 70 585131 / 220481                                    | |
| 2354                                                 | ja   | Datei hochladen · Wikidata zu (eins von) sieben Wohnhäuser (1902) (Q123263359)                         | (eins von) sieben Wohnhäuser (1902)                         | G   | Albrecht-Haller-Strasse 2 585157 / 220495                                          | |
| 2367                                                 | ja   | Datei hochladen · Wikidata zu Hallerhaus (Q113500824)                                                  | Hallerhaus (1938)                                           | G   | Spitalstrasse 30 585186 / 220495                                                   | |
| 2427                                                 | BW   | Datei hochladen                                                                                        | Autogarage mit Wohnung (1912)                               | G   | Unterer Quai 102a 585352 / 220616                                                  | |
| 2435                                                 | BW   | Datei hochladen                                                                                        | Wohn- und Geschäftshaus (1904)                              | G   | Bahnhofstrasse 53 585402 / 220627                                                  | |
| 2439                                                 | ja   | Datei hochladen · Wikidata zu Personenunterstand und Beleuchtungskandelaber (Q113516760)               | Personenunterstand und Beleuchtungskandelaber (1927)        | G   | Zentralstrasse 47a 585424 / 220655                                                 | Ursprünglich war zwischen den beiden tragenden Säulen eine Glaswand mit liegender Metallsprossung und an beiden Seiten dieses Windschutzes jeweils eine Eichenbank vorhanden. Auch die expressionistische Malerei von Eduard Müller an der Dachuntersicht ist nicht mehr sichtbar. Der Entwurf sollte ursprünglich als Trennung zwischen zwei X-förmig verlaufenden Fahrspuren dienen. Mit der Neugestaltung des Zentralplatzes vor der Expo.02[2] wurde der Unterstand verschoben und die Trennwand mit Bänken entfernt. Das Dach verbindet zwei Kreisformen zu einem dynamischen Ganzen. Es ruht auf zwei leicht konischen, nun frei stehenden Betonpfeilern. Diese Tragelemente sowie der freistehende Mast vom Kandelaber wurden mit farbig gefassten Art-déco-Motiven versehen. Der Lichtkranz hinter Opalglasblenden am Rand des Flachdachs ist eine Ergänzung aus dem Jahr 1930. |
| 2440                                                 | ja   | Datei hochladen · Wikidata zu Personenunterstand mit Telefonzelle (Q113489140)                         | Personenunterstand mit Telefonzelle (1928/29)               | G   | Bahnhofstrasse 16a 585261 / 220433                                                 | Der pilzförmige Unterstand mit Telefonzelle entstand 1928 bis 1929 nach dem Entwurf von Ernst Berger. Die expressionistische Dekorationsmalerei wurde im Jahr 1929 von Eduard Müller hinzugefügt. Ein vorfabrizierter Stahlbeton-Pylon wurde als zentrale Tragkonstruktion des kreisrunden Schutzdaches angeordnet. Zwei Windschutzwände laufen auf dem Mittelpunkt zu. Hier befindet sich der Standort der verglasten Telefonzelle. Die Stahl-Glas-Fenster der Windschutzwände sind in Form von liegenden Rechtecken ausgeführt worden. Sie sind im unteren Bereich an beiden Seiten mit Holzbänken versehen. Unter dem Rand des Betondaches betont ein Lichtkranz hinter umlaufenden Opalglasblenden bei Dunkelheit die runde, schwebende Grundform. |
| 2484                                                 | BW   | Datei hochladen                                                                                        | Kantonalbank (1914–1916)                                    | G   | Zentralstrasse 46 585462 / 220620                                                  | |
| 2504; 4022; 4574; 4779; 4785; 4788; 4960; 4962       | BW   | Datei hochladen                                                                                        | achtteilige Mehrfamilienhauszeile (1932/33)                 | G   | Mattenstrasse 1, 3, 5 / Murtenstrasse 49, 51, 53, 55, 57 585468 / 220240           | |
| 2630                                                 | BW   | Datei hochladen                                                                                        | Verwaltungsgebäude (1948)                                   | G   | Hans-Hugi-Strasse 14 / Silbergasse 6 / Murtenstrasse 34 585378 / 220330            | |
| 2642; 2643                                           | ja   | Datei hochladen                                                                                        | Doppel-Zweifamilienhaus (1922)                              | G   | Juravorstadt 18, 20 585573 / 221412                                                | |
| 2659                                                 | ja   | Datei hochladen · Wikidata zu Schlachthof (Q120051598)                                                 | Schlachthof (1885/1916)                                     | G   | Murtenstrasse 68, 70, 74 585353 / 219952                                           | |
| 2752; 2753; 2754; 2755; 2756                         | BW   | Datei hochladen                                                                                        | Wohnhauszeile (1883–1889)                                   | G   | Unterer Quai 32, 34, 36, 38, 40 584940 / 220366                                    | |
| 2766                                                 | BW   | Datei hochladen                                                                                        | Wohnhaus mit Laden (1891)                                   | G   | Aarbergstrasse 93 584947 / 220342                                                  | |
| 2768; 3001; 3002; 3003; 3005; 3006                   | ja   | Datei hochladen                                                                                        | Wohnhauszeile (um 1880)                                     | G   | Libellenweg 2, 4, 6, 8, 10, 12, 14 584789 / 220539                                 | |
| 2969; 8833                                           | ja   | Datei hochladen · Wikidata zu Gymnasium Strandboden (Q114059644)                                       | Gymnasium Strandboden (1975–81)                             | G   | Ländtestrasse 8, 10, 12, 14 584947 / 220342                                        | |
| 2993                                                 | BW   | Datei hochladen                                                                                        | Wohnhaus und Gewerbeanbau (1898)                            | G   | Dammweg 1, 1b 584752 / 220589                                                      | Wohnhaus und Gewerbeanbau Dammweg 1, 1b erbaut 1898 von Albert Wyss |
| 2999                                                 | ja   | Datei hochladen                                                                                        | Wohnhaus (1899/1900)                                        | G   | Viaduktstrasse 10 584798 / 220576                                                  | |
| 3009; 3010; 3011; 3012; 3013; 3014; 3015             | ja   | Datei hochladen                                                                                        | Wohnhäuser (1880)                                           | G   | Wyss-Gässli 4, 6, 8, 8a, 10, 12, 14 584809 / 220515                                | |
| 3036                                                 | BW   | Datei hochladen                                                                                        | Wohnhaus mit Uhrenatelier (1906)                            | G   | Viaduktstrasse 31 584876 / 220517                                                  | |
| 3051                                                 | ja   | Datei hochladen · Wikidata zu Ehemaliges Spital (Q124336652)                                           | Ehemaliges Spital (1864–1866)                               | G   | Seevorstadt 71, 73, 73b 584906 / 220870                                            | Das spätklassizistische Spitalgebäude wird seit 1990 durch das Kunsthaus Pasquart/Centre d’Art Pasquart belebt. |
| 3058                                                 | ja   | Datei hochladen · Wikidata zu Wohnheim Mutter und Kind (Q114680114)                                    | Heim Mutter und Kind (1968–1970)                            | G   | Seevorstadt 46 584989 / 220839                                                     | |
| 3067; 3068; 3069                                     | BW   | Datei hochladen                                                                                        | Mehrfamilienhaus (1912)                                     | G   | Museumstrasse 21, 23, 25 584954 / 220743                                           | |
| 3074; 3081; 3082                                     | BW   | Datei hochladen                                                                                        | Mehrfamilienhäuser (um 1880/1885)                           | G   | Gesellschaftsweg 2, 4, 6, 8 584906 / 220726                                        | |
| 3076; 3077; 3078; 3079                               | ja   | Datei hochladen                                                                                        | Mehrfamilienhäuser (um 1880/1885)                           | G   | Seevorstadt 32, 34, 36, 38 584864 / 220734                                         | |
| 3079; 3080; 3086; 3087                               | BW   | Datei hochladen                                                                                        | Mehrfamilienhäuser (um 1880/1885)                           | G   | Elfenaustrasse 1, 3, 5, 7 584873 / 220698                                          | |
| 3083; 3084; 3085                                     | BW   | Datei hochladen                                                                                        | Mehrfamilienhäuser (um 1880/1885)                           | G   | Museumstrasse 11, 13, 15 584897 / 220702                                           | |
| 3089; 3095; 3096; 3097                               | ja   | Datei hochladen                                                                                        | Mehrfamilienhäuser (1884)                                   | G   | Elfenaustrasse 2, 4, 6, 8 584857 / 220685                                          | |
| 3090; 3091; 3092; 3093                               | BW   | Datei hochladen                                                                                        | Mehrfamilienhäuser (um 1884)                                | G   | Seevorstadt 22, 24, 26, 28 584821 / 220696                                         | |
| 3094; 3102                                           | BW   | Datei hochladen                                                                                        | Mehrfamilienhaus (1884)                                     | G   | Albert-Anker-Weg 3, 5 584812 / 220673                                              | |
| 3098; 3099; 3100                                     | BW   | Datei hochladen                                                                                        | Mehrfamilienhäuser (um 1884)                                | G   | Museumstrasse 3, 5, 7 584851 / 220662                                              | |
| 3106                                                 | BW   | Datei hochladen                                                                                        | Villa (1930)                                                | G   | Museumstrasse 14 584975 / 220720                                                   | |
| 3112                                                 | BW   | Datei hochladen                                                                                        | Wohnhaus (um 1860/1870)                                     | G   | Schüsspromenade 19 584960 / 220627                                                 | |
| 3118                                                 | BW   | Datei hochladen                                                                                        | Brunnen (1866/67)                                           | G   | Stöckliweg N.N. 584956 / 220684                                                    | |
| 3118; 3119; 3120                                     | BW   | Datei hochladen                                                                                        | Reihenwohnhaus (1866/67)                                    | G   | Museumstrasse 4, 6, 8, 10 584928 / 220673                                          | |
| 3134                                                 | BW   | Datei hochladen · Wikidata zu Garage und Vorführsaal (Q121799049)                                      | Garage und Vorführsaal (1935)                               | G   | Neuengasse 5 585112 / 220712                                                       | |
| 3141                                                 | BW   | Datei hochladen                                                                                        | Wohnhaus (1904)                                             | G   | Plänkestrasse 4 585151 / 220615                                                    | |
| 3149                                                 | BW   | Datei hochladen                                                                                        | Gefängnis (1886)                                            | G   | Spitalstrasse 18 585058 / 220619                                                   | |
| 3153; 3155; 3156; 3157; 3158; 3159; 3160; 3161; 3162 | BW   | Datei hochladen                                                                                        | Wohnhauszeile (1886)                                        | G   | Unterer Quai 7, 9, 11, 13, 15, 17, 19, 21 585112 / 220529                          | |
| 3167                                                 | BW   | Datei hochladen                                                                                        | Kleinfabrik mit Turbinenhaus und Stauwehr (1893)            | G   | Schüsspromenade 14d 584953 / 220473                                                | |
| 3168                                                 | BW   | Datei hochladen                                                                                        | Villa Elfenau mit Gartenhaus (1861/62)                      | G   | Schüsspromenade 14, N.N.3 584992 / 220509                                          | |
| 3195                                                 | ja   | Datei hochladen                                                                                        | Restaurant Paradiesli (1888)                                | G   | Seevorstadt 19 584579 / 220598                                                     | |
| 3206; 3207; 3208; 3209; 3210                         | BW   | Datei hochladen                                                                                        | Wohnhäuser (1902/03)                                        | G   | Seevorstadt 14a, 14b, 16, 18, 20 584784 / 220667                                   | |
| 5340; 5341; 6384; 6492; 6504                         | BW   | Datei hochladen · Wikidata zu Mattenstrasse 2, 4, 6, 8, Murtenstrasse 59 (Q114703675)                  | Fünfteilige Wohnhauszeile (1929–1935)                       | G   | Mattenstrasse 2, 4, 6, 8 / Murtenstrasse 59 585470 / 220213                        | |
| 5478                                                 | ja   | Datei hochladen · Wikidata zu Wohn- und Geschäftshaus (Q113496459)                                     | Wohn- und Geschäftshaus (1933)                              | G   | Bahnhofplatz 5 585107 / 220342                                                     | Die sechs Vollgeschosse und das Attikageschoss bilden zum Bahnhof hin ein markantes städtebauliches Zeichen. Entsprechend der Sonderbauvorschriften für das Bahnhofsviertel wurde das Gebäude mit Flachdächern überdeckt. Das Bauvolumen wird durch Vor- und Rücksprünge der Fassade gegliedert. Runde und eckige Bauformen wirken spannungsvoll. Dauerhafte Baustoffe wurden qualitätvoll verarbeitet. Der Waschraum wurde entsprechend der sozialen Grundidee nicht im dunklen Keller, sondern hell und luftig im Attikageschoss platziert. Viele Baudetails sind im Original erhalten. |
| 6062                                                 | ja   | Datei hochladen · Wikidata zu Grand Garage Göuffi (Q113501145)                                         | Grand Garage Göuffi (1928)                                  | G   | Gerbergasse 56 585557 / 221352                                                     | |
| 6148                                                 | BW   | Datei hochladen                                                                                        | Wohnhaus (1878)                                             | G   | Seevorstadt 29 584647 / 220649                                                     | |
| 6148                                                 | BW   | Datei hochladen                                                                                        | Ökonomiegebäude (1878)                                      | G   | Seevorstadt 31 584623 / 220652                                                     | |
| 6328; 6329; 6331                                     | ja   | Datei hochladen · Wikidata zu Aarbergerhof (Q113501981)                                                | Aarbergerhof (1929)                                         | G   | Aarbergstrasse 119, 121 / Theodor-Kocher-Strasse 8, 10 585126 / 220408             | |
| 6341; 6416                                           | ja   | Datei hochladen · Wikidata zu Wohn- und Geschäftshaus Atlantic House (Q113483473)                      | Wohn- und Geschäftshaus Atlantic House (1929/1931)          | G   | Bahnhofplatz 8, 10 / Johann-Verresius-Strasse 2 585260 / 220239                    | Die beiden Wohn- und Geschäftshäuser Bahnhofplatz 8 (erbaut 1929) sowie Bahnhofplatz 10 / Johann-Verresius-Strasse 2 (erbaut 1931) bilden ein Ensemble und wurden beide von Walter von Gunten entworfen. Der Baukörper wurde entsprechend Sonderbauvorschriften mit zurück springendem Dachgeschoss, Flachdächern, Betonung der Horizontalen und Erkern errichtet. |
| 6414                                                 | ja   | Datei hochladen · Wikidata zu Doppel-Zweifamilienhaus (1929) (Q123263409)                              | Doppel-Zweifamilienhaus (1929)                              | G   | Juravorstadt 14, 16 585547 / 221394                                                | |
| 6480                                                 | ja   | Datei hochladen · Wikidata zu Zweifamilienhaus (Q113575165)                                            | Zweifamilienhaus (1930)                                     | G   | Ländtestrasse 3 584524 / 220439                                                    | |
| 6481                                                 | BW   | Datei hochladen                                                                                        | Wohnhaus (1930)                                             | G   | Ländtestrasse 5 584548 / 220428                                                    | |
| 6506                                                 | BW   | Datei hochladen                                                                                        | Wohnhaus mit Praxis (1930)                                  | G   | Salzhausstrasse 2 585072 / 219730                                                  | |
| 6571; 6572; 6573                                     | ja   | Datei hochladen · Wikidata zu Mehrfamilienhaus (Q113575285)                                            | Mehrfamilienhaus (1930)                                     | G   | Ländtestrasse 7, 9, 11 584582 / 220416                                             | |
| 6608                                                 | BW   | Datei hochladen                                                                                        | Einfamilienhaus (1933)                                      | G   | Ländtestrasse 13 584620 / 220398                                                   | |
| 6763                                                 | ja   | Datei hochladen · Wikidata zu Murtenhaus (Q113499826)                                                  | Wohn- und Geschäftshaus (1936)                              | G   | Murtenstrasse 45 585440 / 220332                                                   | |
| 6780                                                 | ja   | Datei hochladen · Wikidata zu Aeropalace (Q112970919)                                                  | Mehrfamilienhaus Aeropalace (1939, 1945)                    | G   | Silbergasse 11 585401 / 220370                                                     | |
| 7053                                                 | ja   | Datei hochladen · Wikidata zu Olympiahaus (Q113500583)                                                 | Olympiahaus (1938)                                          | G   | Murtenstrasse 41 585442 / 220385                                                   | |
| 7879                                                 | BW   | Datei hochladen                                                                                        | Wohn- und Geschäftshaus (1940)                              | G   | Thomas-Wyttenbach-Strasse 1 585253 / 220301                                        | |
| 7960; 8396                                           | BW   | Datei hochladen                                                                                        | zwei Wohn- und Geschäftshäuser (1955/56)                    | G   | Hans-Hugi-Strasse 10, 12 585362 / 220295                                           | |
| 8800                                                 | ja   | Datei hochladen · Wikidata zu Schleusenanlage in der Schüss (1825–1829) (Q123263524)                   | Schleusenanlage in der Schüss (1825–1829)                   | G   | Schleusenweg N.N. 586198 / 221201                                                  | |
| 9325                                                 | BW   | Datei hochladen                                                                                        | Villa Huguenin (1849/50)                                    | G   | Seevorstadt 45 584700 / 220691                                                     | |
| 9458                                                 | ja   | Datei hochladen · Wikidata zu Ehemaliges Wildermeth’sches Sommerhaus (Q123263585)                      | Ehemaliges Wildermeth’sches Sommerhaus (um 1790)            | G   | Juravorstadt 12 585524 / 221380                                                    | |
| 9708                                                 | BW   | Datei hochladen                                                                                        | Doppelwohnhaus (1902)                                       | G   | Silbergasse 11 584812 / 220622                                                     | |
| 10059                                                | ja   | Datei hochladen · Wikidata zu Tramwartehalle Bahnhofplatz (Q113482742)                                 | Tramwartehalle Bahnhofplatz (1927)                          | G   | Bahnhofplatz 2f 585147 / 220297                                                    | |